# Fuentecantos
Fuentecantos ist ein Ort und eine kleine Gemeinde (municipio) mit nur 65 Einwohnern (Stand: 2024) im Osten der nordspanischen Provinz Soria in der Autonomen Gemeinschaft Kastilien-León. 

## Lage
Fuentecantos liegt ungefähr acht Kilometer (Fahrtstrecke) nordnordöstlich der Provinzhauptstadt Soria in einer Höhe von ca. 1030 m. Das Klima im Winter ist kühl, im Sommer dagegen durchaus warm; die geringen Niederschläge fallen – mit Ausnahme der eher regenarmen Sommermonate – verteilt übers ganze Jahr.

## Bevölkerungsentwicklung
| Jahr      | 1970 | 1981 | 1991 | 2001 | 2011 | 2021 |
| Einwohner | 88   | 65   | 49   | 53   | 61   | 66   |

Der deutliche Bevölkerungsrückgang im 20. Jahrhundert ist im Wesentlichen auf die Mechanisierung der Landwirtschaft und den damit einhergehenden Verlust an Arbeitsplätzen zurückzuführen.

## Sehenswürdigkeiten
- Michaeliskirche